# در مقابل من به‌کار می‌بری
«علیه من به کار می‌بری» (به انگلیسی: Hold It Against Me) ترانه‌ای از خواننده آمریکایی بریتنی اسپیرز است که برای هفتمین آلبوم استودیویی‌اش، زن افسونگر (۲۰۱۱) ضبط‌شده‌است. این ترانه توسط مکس مارتین، دکتر لوک و بیلبورد با سرایش اضافی بونی مک‌کی نوشته و تولید شده‌است. دکتر لوک می‌خواست «علیه من به‌کار می‌بری» برخلاف تولیدات قبلی خود باشد. این اثر ابتدا به کیتی پری پیشنهاد داده شد اما لوک و مارتین احساس کردند که این ترانه مناسب او نیست. نسخهٔ نمایشی این ترانه توسط مک‌کی در ۶ ژانویه ۲۰۱۱ فاش شد و این ترانه در ۱۰ ژانویه ۲۰۱۱ به‌صورت رسمی برای پخش در دسترس قرار گرفت. روز بعد این ترانه به‌عنوان تک‌آهنگ اصلی زن افسونگر عرضه شد.
موزیک ویدئو این ترانه توسط یوناس اوکرلند کارگردانی شده‌است. این ویدئو از اسپیرز به عنوان یک ستاره پاپ که برای یافتن شهرت از فضا روی زمین سقوط کرده‌است، نمایش داده می‌شود. در آنجا، او در غرق فشار از مشهور شدن و فروپاشی قرار می‌گیرد.
از نظر موسیقی، «علیه من به‌کار می‌بری» مخلوطی ضربان آور از اینداستریال و رقص با عناصر ترنس است. ترجیع‌بند آواز این آهنگ این است که «اگر الان به تو بگویم که به بدنت نیاز دارم، آیا این را علیه من به کار می‌بری؟.» در این متن البته با عبارت «hold it against me» (علیه من به کار می‌بری) بازی کلماتی شده‌است زیرا این عبارت در عین حال می‌تواند معنی «جلوی من نگهش دار» را بدهد و معنای ضمنی و تلویحی جمله این خواهد شد که «اگر الان به تو بگویم که به بدنت نیاز دارم، آیا جلوی من نگهش خواهی داشت؟.»